# Divya Bharti
Divya Bharti (in telugu దివ్యభారతి, Divyabhārati; in hindī दिव्या भारती, Divyā Bhāratī; Mumbai, 25 febbraio 1974 – Mumbai, 5 aprile 1993) è stata un'attrice indiana.

## Biografia
Nata nell'allora Bombay, ha esordito all'età di sedici anni nel film in lingua telugu Bobbili Raja, diretto da B. Gopal (1990). Recita quindi in Nila Pennae (1990), film in lingua tamil che non ottiene molto successo, e in Assembly Rowdy (1991), altro film telugu diretto da B. Gopal. Sempre nel 1991 recita in Rowdy Alludu, diretto da K. Raghavendra Rao.
Nel 1992 debutta nel mondo del cinema in lingua hindi con Vishwatma, film thriller diretto da Rajiv Rai. La sua carriera a Bollywood prosegue con Shola aur Shabnam (1992), per la regia di David Dhawan. Sempre nel 1992 recita in Deewana, film d'azione diretto da Raj Kanwar. Per questa sua interpretazione ottiene il Filmfare Award per la miglior attrice debuttante.
Nel maggio 1992 si sposa con il produttore e regista Sajid Nadiadwala.
Nella sua breve carriera appare in 24 film. Muore infatti giovanissima, nell'aprile 1993, all'età di 19 anni, dopo essere caduta dal balcone del suo appartamento in circostanze misteriose.
Nel 1998 le indagini sulla sua morte si chiudono riferendo di una morte accidentale.

## Filmografia parziale
- Bobbili Raja, regia di B. Gopal (1990)
- Nila Pennae, regia di V. Thamilazhagan (1990)
- Assembly Rowdy, regia di B. Gopal (1991)
- Rowdy Alludu, regia di K. Raghavendra Rao (1991)
- Vishwatma, regia di Rajiv Rai (1992)
- Dil Ka Kya Kasoor, regia di Lawrence D'Souza (1992)
- Shola aur Shabnam, regia di David Dhawan (1992)
- Deewana, regia di Raj Kanwar (1992)
- Jaan Se Pyaara, regia di Anan (1992)
- Balwaan, regia di Deepak Anand (1992)
- Dushman Zamana, regia di Jagdish A. Sharma (1992)
- Dil Aashna Hai, regia di Hema Malini (1992)
- Geet, regia di Partho Ghosh (1992)
- Dil Hi To Hai, regia di Asrani (1992)
- Chittemma Mogudu, regia di A. Kodandarami Reddy (1992)
- Dharmakshetram, regia di A. Kodandarami Reddy (1992)
- Kshatriya, regia di J. P. Dutta (1993)
- Tholi Muddu, regia di K. Rushendra Reddy (1993) - postumo
- Rang, regia di Talat Jani (1993) - postumo
- Shatranj, regia di Aziz Sejawal (1993) - postumo

## Premi
- Filmfare Awards
  - 1993: "Lux New Face of the Year"